# Topaze (film, 1933, Arrast)
Pour plus de détails, voir Fiche technique et Distribution.
Pour les articles homonymes, voir Topaze.
Topaze est un film américain réalisé par Harry d'Abbadie d'Arrast, sorti en 1933, adaptation de la pièce éponyme de Marcel Pagnol.
La même année 1933, est sortie une adaptation française de la pièce, Topaze, réalisée par Louis Gasnier.

## Synopsis
Renvoyé de la pension où il enseigne, l'honnête et naïf professeur Topaze est mêlé, d'abord à son insu, à une escroquerie par le baron de La Tour-La Tour et sa maîtresse Coco. Peu à peu il prend goût à l'argent facile et devient lui aussi corrompu.

## Fiche technique
- Titre : Topaze
- Titre original : Topaze
- Réalisation : Harry d'Abbadie d'Arrast
- Scénario : Ben Hecht et Benn Levy, d'après la pièce éponyme de Marcel Pagnol
- Musique : Roy Webb
- Photographie : Lucien Andriot
- Montage : William Hamilton
- Production : David O. Selznick et Kenneth Macgowan (associé)
- Société de production : RKO Pictures
- Pays d'origine :  États-Unis
- Format : Noir et blanc - 35 mm - 1,37:1
- Genre : Comédie
- Durée : 78 min
- Date de sortie : 24 février 1933

## Distribution
- John Barrymore : Auguste Topaze
- Myrna Loy : Coco
- Jobyna Howland : la baronne Hortense de La Tour-La Tour
- Jackie Searl : Charlemagne de La Tour-La Tour
- Albert Conti : Henri de Fairville
- Frank Reicher : Dr. Stegg
- Luis Alberni : Dr. Bomb
- Reginald Mason[1] : le baron Philippe de La Tour-La Tour
- Lowden Adams[2]

## Autour du film
Le scénario de cette version hollywoodienne comporte plusieurs différences avec le Topaze de Marcel Pagnol :
- Topaze est professeur de sciences, et découvre la formule d'une boisson tonique dans son laboratoire.
  - cette séquence n'existe pas dans la pièce de Pagnol[3].
- Il est berné par un industriel (un baron) et sa maîtresse Coco.
  - chez Pagnol, il s'agit d'un conseiller municipal et sa maîtresse Suzy. Les personnages de la baronne et de son fils existent (ils sont à l'origine du renvoi du professeur), mais pas celui du baron[3].
- L'escroquerie, menée à grande échelle, concerne une boisson prétendue « miracle ».
  - dans la pièce, il s'agit de petites - mais lucratives - prévarications (balayeuses municipales, vespasienne)[3].
- Les relations entre Topaze et Coco restent platoniques.
  - à la fin de la pièce, Suzy devient la maîtresse de Topaze après avoir quitté le conseiller municipal[3].